# Сироцинський Костянтин Остапович
Костянтин Остапович Сироцинський (3 червня 1902, Ковель — 1 жовтня 1962) — український учений у галузі економіки та сільського господарства, професор Київського сільськогосподарського інституту.

## Біографія
Народився 3 червня 1902 року в Ковелі. В 1925 році закінчив Уманський сільськогосподарський інститут, з 1933 року — педагог, викладав у відділенні Київському сільськогосподарському інституті. 

Могила Костянтина Сироцинського

Помер 1 жовтня 1962 року. Похований в Києві на Звіринецькому кладовищі.

## Праці
Опублікував понад сорок наукових праць. Публікації з питань спеціалізації сільського господарства, зокрема західних областей України, у тому числі Полісся (1954—1958).